# Julia Widgrén

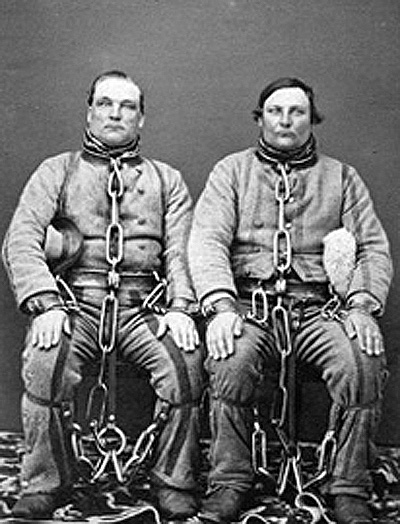
Knivjunkarna Antti Isotalo och Antti Rannanjärvi.

Julia Viktorina Rosalie Widgrén, född 25 december 1842 i Helsingfors, död  27 november 1917 Vasa, var en finländsk fotograf. 
Widgrén, som var en av Finlands första kvinnliga fotografer, var under åren 1866–1904 verksam i Vasa, sommartid även i Jakobstad och Ilmola. De äldsta kända fotografierna från Vasa antas vara tagna av henne på 1860-talet. År 1876 deltog hon i den österbottniska studentnationens expedition till Vörå där hon fotograferade folkdräkter och brudpar, vilka återgavs av målarna Rudolf Åkerblom och Arvid Liljelund. Vid hemslöjdsdagarna i Vasa 1869 ställde hon ut ett uppmärksammat fotografi av knivjunkarna Antti Isotalo och Antti Rannanjärvi. Hon företog under 1890-talet flera studieresor till bland annat Berlin, Köpenhamn och Stockholm.